# Ализар, Паскаль
Паскаль Ализар (фр. Pascal Allizard) — французский политик, сенатор от департамента Кальвадос.

## Биография
Родился 19 декабря 1962 года в Париже. Получил степень магистра в области экономики промышленности и диплом DEA в Университете Кан-Нормандия. Работал в семейном бизнесе, который в 1990 году стал частью группы MGI Coutier, производящей автомобильные компоненты. Занимал должность финансового директора, участвовал в развитии международного бизнеса группы; с 1993 по 1998 годы был вице-президентом Торгово-промышленной палаты Кана.
В 1989 году Паскаль Ализар был избран вице-мэром города Конде-сюр-Нуаро, а в 1995 году стал мэром этого города. Впоследствии трижды переизбирался на пост мэра, а после создания в январе 2016 года новой коммуны Конде-ан-Норманди был избран ее мэром. С 2001 по 2016 годы был президентом ассоциации коммун Пеи-де-Конде и де-ла-Дрюанс (Pays de Condé et de la Druance).
В 1998 году был избран в Генеральный совет департамента Кальвадос от кантона Конде-сюр-Нуаро, в 2004 году стал вице-президентом этого Совета; курировал вопросы экономики и финансов. Был президентом местного агентства экономического развития Calvados Stratégie, с 2002 по 2014 годы — президентом Национального Совета по вопросам региональной экономики.
Помощник сенатора Рене Гаррека с 2008 по 2014 годы, в 2014 году он возглавил блок партии Союз за народное движение на выборах в Сенат от департамента Кальвадос и завоевал одно место в Сенате. После этого подал в отставку со всех занимаемых постов, кроме мэра Конде-сюр-Нуаро.
С января 2016 года возглавляет отделение партии Республиканцы в департаменте Кальвадос. На праймериз правых в 2016 году поддерживал Алена Жюппе.
Большой любитель живописи, Паскаль Ализар организовывал в Конде-сюр-Нуаро многочисленные выставки. Он был инициатором создания в городе музея художника Шарля Леандра, который быстро получил признание публики. В 2010 году он опубликовал свой первый исторический роман. Также является отцом барабанщика группа Granville Артура Ализара.

## Занимаемые выборные должности
1989 — 17.06.1995 — вице-мэр города Конде-сюр-Нуаро 

18.06.1995 — 31.12.2015 — мэр города Конде-сюр-Нуаро 

12.03.1998 — 31.03.2004 — член Генерального совета департамента Кальвадос от кантона Конде-сюр-Нуаро 

01.04.2004 — 20.10.2014 — вице-президент Генерального совета департамента Кальвадос от кантона Конде-сюр-Нуаро 

с 28.09.2014 — сенатор от департамента Кальвадос 

с 01.01.2016 — мэр города Конде-ан-Норманди 